# Веногоно Супериоре
Веногоно Супериоре (итал. Venegono Superiore) је насеље у Италији у округу Варезе, региону Ломбардија.
Према процени из 2011. у насељу је живело 6393 становника. Насеље се налази на надморској висини од 343 м.

## Становништво
| 1931. | 1936. | 1951. | 1961. | 1971. | 1981. | 1991. | 2001. | 2011. |
| ----- | ----- | ----- | ----- | ----- | ----- | ----- | ----- | ----- |
| 2.322 | 2.310 | 2.911 | 3.519 | 4.255 | 5.860 | 6.664 | 6.730 | 7.180 |